# فئودور اوشاکوف

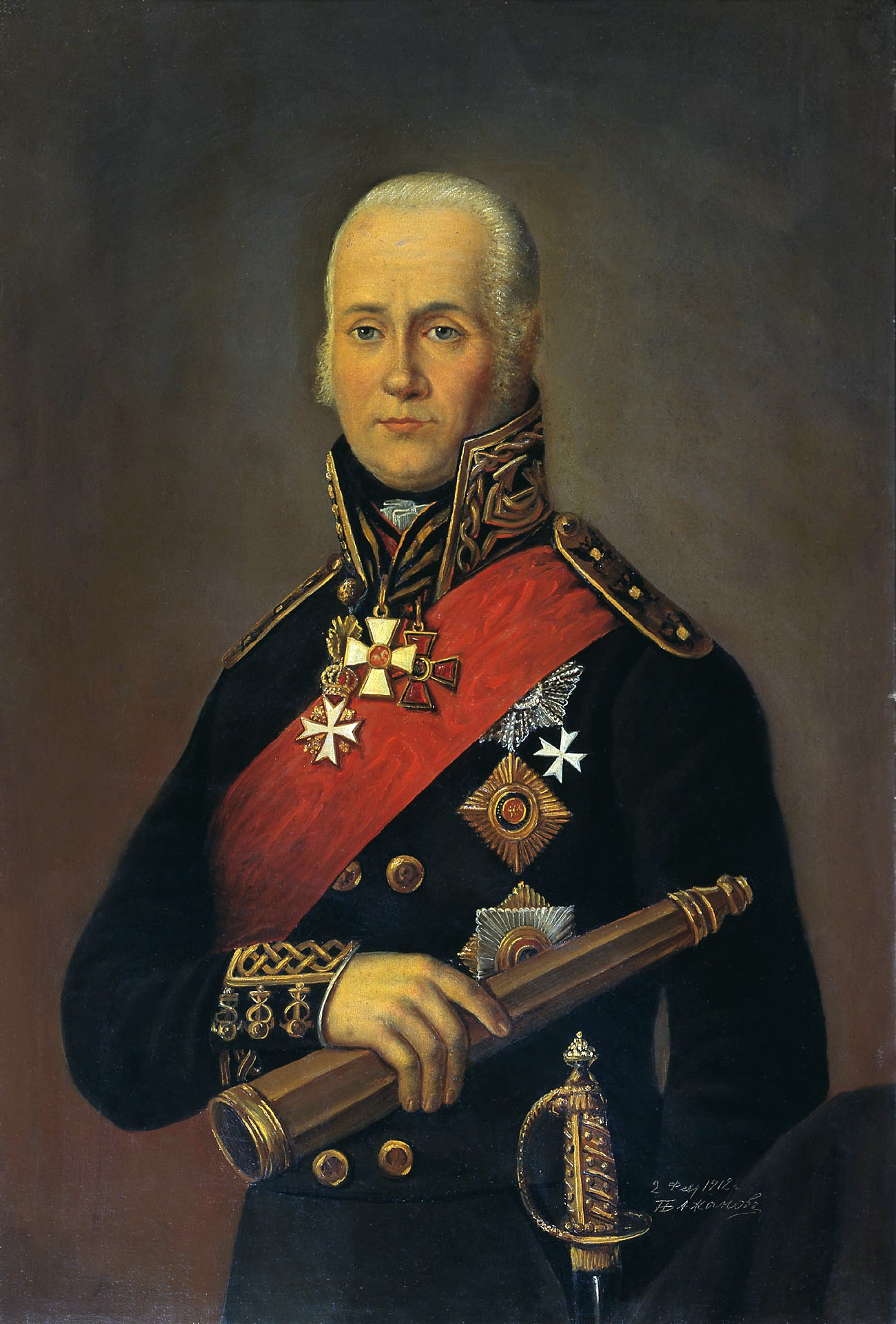
فئودور اوشاکوف با شمایل آدمیرالی.

فئودور اوشاکوف (به روسی: Фёдор Фёдорович Ушаков) آدمیرال امپراتوری روسیه و فرمانده نیروی دریایی سلطنتی روسیه بود.
کلیسای فئودور اوشاکوف در سارانسک به افتخار وی نام‌گذاری شده‌است.